# Маргаритовское сельское поселение (Ростовская область)
Маргаритовское сельское поселение — муниципальное образование в Азовском районе Ростовской области.
Административный центр поселения — село Маргаритово.

## Административное устройство
В состав Маргаритовского сельского поселения входят:
- село Маргаритово,
- село Новомаргаритово,
- село Порт-Катон,
- поселок Приморский,
- хутор Чумбур-Коса,
- хутор Юшкин.

## Население
| 2010  | 2012  | 2013  | 2014  | 2015  | 2016  | 2017  |
| ----- | ----- | ----- | ----- | ----- | ----- | ----- |
| 3309  | ↘3220 | ↘3175 | ↘3126 | ↘3079 | ↗3097 | ↘3087 |
| 2018  | 2019  | 2020  | 2021  |       |       |       |
| ↘3059 | ↗3064 | ↘3028 | ↘2982 |       |       |       |